# A piramisok listája
A piramisok listája a piramis formájú (gúla) építményeket sorolja fel, a kezdetektől az újkorig (kb. 1600-ig).

## Afrika

### Egyiptom
| Név           | Hely   | Építés | Megjegyzés               | Kép       |
| ------------- | ------ | ------ | ------------------------ | --------- |
| Vörös piramis | Dahsúr |        | Sznofru második piramisa | zentriert |

### Szudán
| Név                      | Hely                    | Építés                      | Megjegyzés | Kép |
| ------------------------ | ----------------------- | --------------------------- | ---------- | --- |
| Meroé piramisai          | Meroé                   | kb. Kr. e. 300 - Kr. u. 300 |            |     |
| el-Kurru piramisai       | el-Kurru (Napata)       | Kr. e. 860 - 643            |            |     |
| Nuri piramisai           | Nuri (Napata)           | kb. Kr. e. 664 - 330        |            |     |
| Dzsebel Barkal piramisai | Dzsebel Barkal (Napata) | kb. Kr. e. 3-1. század      |            |     |

### Mali
| Név              | Hely | Építés          | Megjegyzés | Kép |
| ---------------- | ---- | --------------- | ---------- | --- |
| Aszkia síremléke | Gao  | 15. század vége |            |     |

## Ázsia

### India
| Név                  | Hely       | Építés | Megjegyzés | Kép |
| -------------------- | ---------- | ------ | --- | --- |
| Brihadisvara-templom | Tandzsávúr |        | Hindu templom |     |
| Gopuramok            | Dél-India  |        | A gopuramok a hindu templomkörzetek kapuemelvényei, amelyek dél-Indiában jellegzetesek. Nem ritka a 40-50 méter magasságig törő építmény sem. |     |

### Indonézia
| Név            | Hely | Építés | Megjegyzés                            | Kép |
| -------------- | ---- | ------ | ------------------------------------- | --- |
| Borobudur      | Jáva |        | A világ legnagyobb buddhista temploma |     |
| Sukuh temploma | Jáva |        | 15. századi jávai hindu templom       |     |

### Irak, Irán
Mezopotámia piramisformájú építményei a következők:
| Név                          | Hely                | Építés | Megjegyzés | Kép       |
| ---------------------------- | ------------------- | ------ | ---------- | --------- |
| Uri Zikkurat                 | Ur (Irak)           |        |            |           |
| Éanna-Zikkurat               | Uruk (Irak)         |        |            |           |
| Csogá Zanbil lépcsőspiramisa | Csogá Zanbil (Irán) |        |            | zentriert |

### Kambodzsa
| Név                 | Hely    | Építés         | Megjegyzés            | Kép |
| ------------------- | ------- | -------------- | --------------------- | --- |
| Prang (Prasat Thom) | Koh Ker | 928–941 között | 36 m magas, 7 lépcsős |     |

## Közép-Amerika
Közép-Amerikában (különösen Mexikóban, Belizében, Guatemalában) sok lépcsős piramis található.

### Belize
| Név          | Hely          | Építés                   | Megjegyzés                                                                              | Kép |
| ------------ | ------------- | ------------------------ | --------------------------------------------------------------------------------------- | --- |
| Caracol      | Cayo körzet   |                          | ca. 43 méter magas                                                                      |     |
| El Pilar     | Cayo körzet   | Kr. e. 500 - Kr. u. 1000 | El Pilar egyike volt a nagy maja városoknak, és kb 15 nagy piramis romja található itt. |     |
| Nim Li Punit | Toledo körzet |                          |                                                                                         |     |

### Guatemala
| Név              | Hely       | Építés | Megjegyzés | Kép |
| ---------------- | ---------- | ------ | ---------- | --- |
| El Tigre         | El Mirador |        |            |     |
| La Danta         | El Mirador |        |            |     |
| Komplex Q        | Tikal      |        |            |     |
| piramis V (Maya) | Tikal      |        |            |     |

### Honduras
| Név          | Hely  | Építés | Megjegyzés | Kép |
| ------------ | ----- | ------ | ---------- | --- |
| Nagy Piramis | Copán |        |            |     |

### Mexikó
| Név                                  | Hely               | Építés                  | Megjegyzés | Kép       |
| ------------------------------------ | ------------------ | ----------------------- | --- | --------- |
| Piramis (Struktur I, Maya)           | Calakmul           |                         | |           |
| Piramis (Struktur II, Maya)          | Calakmul           |                         | A piramis alapmérete kb. 140 × 140 m, magassága 45 méter |           |
| Nohoch Mul (Maya)                    | Cobá               |                         | |           |
| El Castillo, Kukulkán-piramis (Maya) | Chichén Itzá       |                         | |           |
| A harcosok temploma                  | Chichén Itzá       |                         | |           |
| Kukulkán-piramis                     | Mayapán            |                         | |           |
| Templo Mayor                         | Mexikóváros        |                         | Tenochtitlán fő kultuszhelye a Nagy Teocali piramis volt, ennek köveiből H. Cortés parancsára egy keresztény templomot építettek, amelyet 1573-ban lebontottak és helyére a Katedrális (Catedral Metropolitana) építették spanyol barokk stílusban. | zentriert |
| Feliratok piramisa (Maya)            | Palenque           |                         | |           |
| Plazuelas piramisai                  | Plazuelas          |                         | Piramiskomplexum Guanajuato államban. Három piramisból áll, a környező épületekkel és egy korabeli labdajáték pályával. |           |
| A varázsló piramisa (Maya)           | Uxmal              |                         | |           |
| Nappiramis                           | Teotihuacán        |                         | |           |
| Holdpiramis                          | Teotihuacán        |                         | |           |
| Piramis C                            | Tula (Tollan)      |                         | |           |
| Cholula piramisa                     | San Andrés Cholula | Kr. e. 400 - Kr. u. 700 | | zentriert |
| Edificio (Épület) V                  | El Tajín           |                         | |           |
| A fülkék piramisa                    | El Tajín           |                         | 18 méter magas, hét szintes, egymásra helyezett és kötőanyag nélkül egymáshoz illesztett, faragott kőtömbökkel fedett piramis. |           |

### Salvador
| Név                      | Hely        | Építés    | Megjegyzés                                                                                                   | Kép |
| ------------------------ | ----------- | --------- | --- | --- |
| 1-es számú piramis       | Casa Blanca |           | Összesen 6 maja építmény látható itt, ebből 3 piramis, közülük az 1-es és 5-ös számú van feltárt állapotban. |     |
| La Campana de San Andrés | San Andrés  | 600 - 900 | |     |
| Tazumal                  |             | 250 - 900 | |     |

## Dél-Amerika

### Peru
| Név              | Hely                                  | Építés            | Megjegyzés                                       | Kép |
| ---------------- | ------------------------------------- | ----------------- | ------------------------------------------------ | --- |
| Huaca del Sol    | Mochica                               |                   |                                                  |     |
| Huaca de la Luna | Mochica                               |                   |                                                  |     |
| Caral piramisai  | Caral, Limától kb. 200 km-re északra. |                   |                                                  |     |
| Túcume piramisa  | Túcume                                | kb. 1100 körül    |                                                  |     |
| Huaca Pucllana   | Miraflores, Lima                      | 200 és 700 között | Vályog és agyag piramis, hét lépcsős platformból |     |

## Észak-Amerika

### USA
| Név         | Hely              | Építés | Megjegyzés | Kép |
| ----------- | ----------------- | ------ | --- | --- |
| Monks Mound | Cahokia, Illinois |        | A legnagyobb prekolumbián földpiramis Észak-Amerikában. Fénykorában, Kr. u. 850 és 1150 között a városban több mint 100 lapos tetejű piramis és földhalom állt, melyek közül mintegy 20 ma is látható. |     |

## Európa

### Franciaország
| Név              | Hely  | Építés      | Megjegyzés                            | Kép |
| ---------------- | ----- | ----------- | ------------------------------------- | --- |
| Couhard piramisa | Autun | 1-2. század | Valószínűleg temetkezési emlékmű volt |     |

### Görögország
| Név                 | Hely           | Építés               | Megjegyzés                                                              | Kép |
| ------------------- | -------------- | -------------------- | ----------------------------------------------------------------------- | --- |
| Hellinikon piramisa | Peloponnészosz | ókor (poliszok kora) | Valószínűleg egy katonai őrtorony vagy egy mezőgazdasági épület volt.   |     |
| Ligourio piramisa   | Peloponnészosz |                      | Nagyon kevés rom maradt belőle. Valószínűleg egy katonai őrtorony volt. |     |

### Olaszország
| Név              | Hely | Építés    | Megjegyzés                                      | Kép |
| ---------------- | ---- | --------- | ----------------------------------------------- | --- |
| Cestius piramisa | Róma | Kr. e. 12 |                                                 |     |
| Meta Romuli      | Róma |           | Az épület maradványait 1564-ben eltávolították. |     |

### Spanyolország
| Név                | Hely                      | Építés | Megjegyzés | Kép       |
| ------------------ | ------------------------- | ------ | --- | --------- |
| La Palma piramisai | La Palma, Kanári-szigetek |        | A piramisok különböző helyszíneken találhatók a szigeten. Nincs megbízható információ az építőkről és a piramisok céljáról. | zentriert |

### Piramisok
- Mario Koch: Pyramiden der Welt. In: MegaLithos, Heft 4/2004, Verlag Sven Näther, Wilhelmshorst, ISSN 1439-7366.
- Erich Lehner: Wege der architektonischen Evolution - Die Polygenese von Pyramiden und Stufenbauten. Aspekte zu einer vergleichenden Architekturgeschichte. Phoibos-Verlag, Wien 1998, ISBN 3-901232-17-6.

### Egyiptomi piramisok
- Szabó Gergő: A gízai Nagy Piramis: Érdekes tények és elméletek
- Mohammed Zakaria Goneim: Die verschollene Pyramide. Neuauflage 2006, ISBN 3-8334-6137-3
- Zahi Hawass: Die Schätze der Pyramiden. Weltbild, ISBN 3-8289-0809-8
- Peter Jánosi: Die Pyramiden. Mythos und Archäologie. Beck, München 2004, ISBN 3-406-50831-6
- Jean-Philippe Lauer: Das Geheimnis der Pyramiden. Herbig, München 1980, ISBN 3-8118-3387-1
- Mark Lehner: Das erste Weltwunder. London 1997
- Mark Lehner:  Das Geheimnis der Pyramiden in Ägypten. ISBN 3-572-01039-X
- Alberto Siliotti, Zahi A Hawass: Pyramiden. Pharaonengräber des Alten und Mittleren Reiches. Müller, Erlangen 1998, ISBN 3-86070-650-0.
- Rainer Stadelmann: Die ägyptischen Pyramiden. Darmstadt 1985/ 1997.
- Miroslav Verner: Die Pyramiden. Prag 1997.

### Közép-amerikai piramisok
- Nikolai Grube (Hrsg.): Maya - Gottkönige im Regenwald. Könemann, Köln 2000, ISBN 3-8290-1564-X
- Baldur Köster: Pyramiden und Paläste in Mittelamerika. Ein Vergleich mit Bauten der Ägypter und Griechen. Verlag Philipp von Zabern, Mainz 2003, ISBN 3-8053-3254-8

### Mezopotámiai zikkuratok
- Ernst Heinrich: Die Tempel und Heiligtümer im alten Mesopotamien: Typologie, Morphologie und Geschichte. de Gruyter, Berlin 1982, ISBN 3-11-008531-3

## Fordítás
- Ez a szócikk részben vagy egészben  a   Liste von Pyramiden című német Wikipédia-szócikk fordításán alapul.  Az eredeti cikk szerkesztőit annak laptörténete sorolja fel. Ez a jelzés csupán a megfogalmazás eredetét és a szerzői jogokat jelzi, nem szolgál a cikkben szereplő információk forrásmegjelöléseként.